# Holden Ute

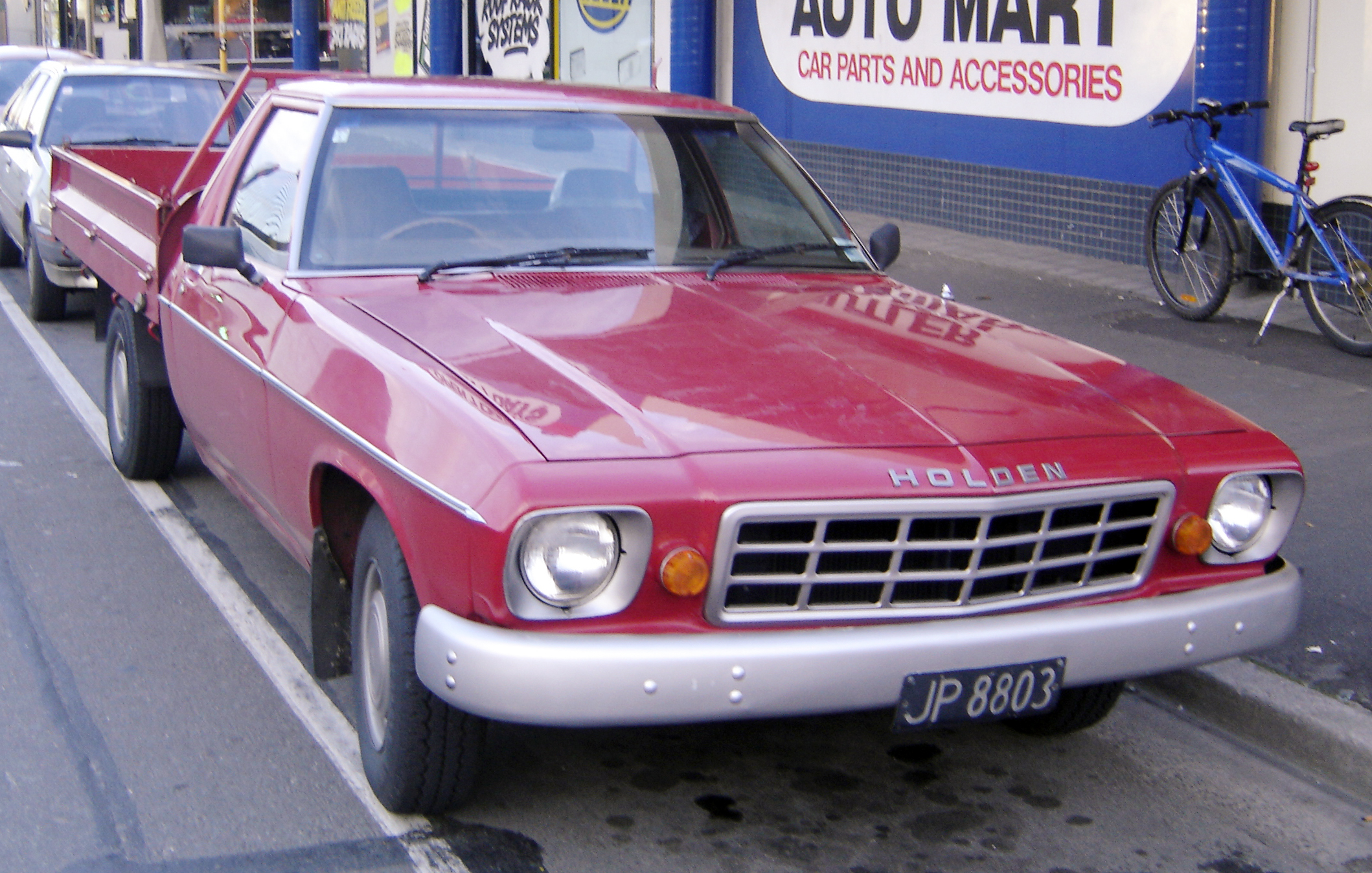
Holden Ute One Tonne uit 1980.

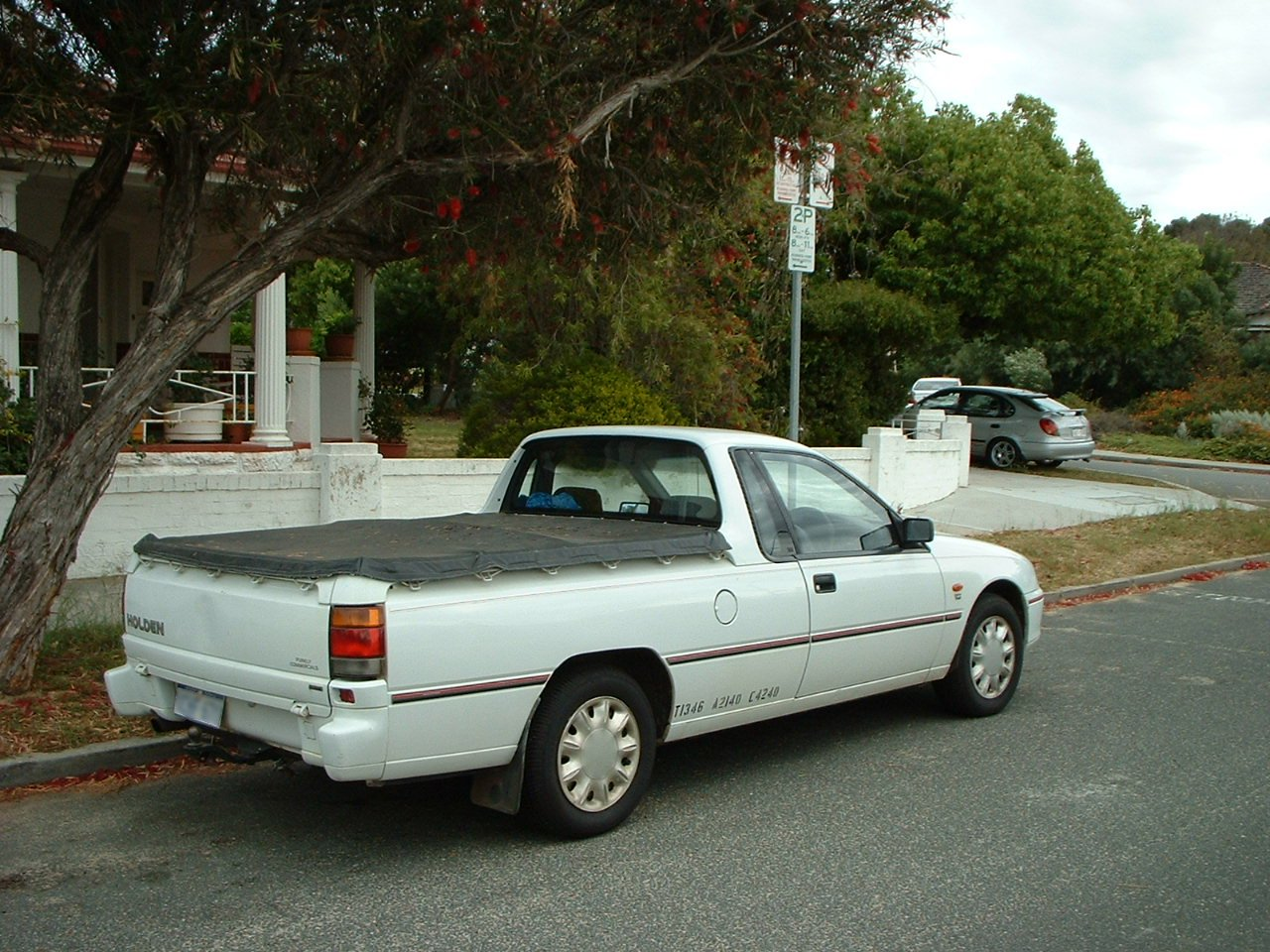
Holden VR/VS Ute uit 1993-2000.

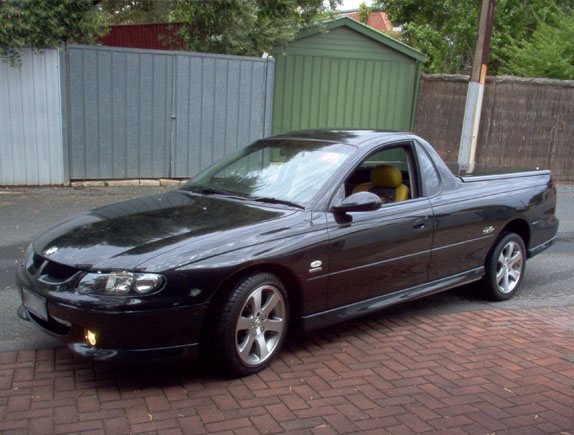
Holden VU Ute SS uit 2001+.

De Holden Ute is een automodel van het Australische automerk Holden. De Ute is een combinatie van een sedan en een pick-up. Het woord ute is straattaal in Australië en betekent zoveel als utility vehicle (~functionele auto). Het model wordt ook in Zuid-Afrika verkocht onder de naam Chevrolet Lumina Ute.

## Geschiedenis
Het concept van de Ute, het combineren van een sedan en een pick-up, ontstond in Australië midden jaren 1930. Holden begon utecarrosserieën te maken voor Bedford, Chevrolet en Vauxhall. Na de Tweede Wereldoorlog richtte Holden zich op de productie van een eigen Australische auto. Het resultaat was de introductie van de Holden 48-215 in 1948.
Van die 48-215 (ook wel Holden FX genoemd) werd een uteversie afgeleid die in januari 1951 debuteerde. Het model kwam op de markt onder de naam Holden 50-2106 Coupe Utility en moest betaalbaar, veelzijdig, aantrekkelijk en duurzaam zijn. Van elke serie de Holden doorheen de volgende decennia zou ontwikkelen werd telkens een ute afgeleid.

## Series

### 50-2106 (FX, 1951)
De eerste auto van Australische bodem sloeg in als een bom, en ook de uteversie was een bestseller. Op het einde van 1951 was er een wachtlijst voor 70 000 exemplaren. De serie waarvan de 50-2106 deel uitmaakte kreeg na de introductie van de FJ-serie de naam Holden FX-serie.

### FJ (1953)
Toen Holdens eerste serie in 1953 werd opgevolgd door de Holden FJ kreeg de uteversie zijn naam Ute. Deze FJ Ute was in feite een gefacelifte versie van zijn voorganger. Nadat de opvolger van de FJ al geïntroduceerd was bleef hij nog een tijd in productie. Eind 1953 werd ook een op de Ute gebaseerde bestelwagen geïntroduceerd.

### FE (1957)
In februari werd de hertekende Ute gelanceerd als onderdeel van Holdens nieuwe FE-serie. Technisch kwam hij wel overeen met zijn voorganger. Vlak na de Ute lanceerde Holden ook haar eerste stationwagen. De nieuwe bestelwagenversie was daarop gebaseerd.

### FC (1958)
Ondertussen kende Holden een weergaloos succes op de Australische thuismarkt. Het marktaandeel was er meer dan 50%. In de FC-serie kreeg de Ute lichte aanpassingen. Zo werd het embleem op de voorzijde vervangen door de letters HOLDEN.

### FB (1960)
De nieuwe FB-serie uit 1960 werd sterk beïnvloed door Amerikaanse stijlkenmerken uit die tijd. De FB sedan werd onder meer verlaagd, kreeg een radiatorrooster over de gehele breedte, een rond de voorstijlen gebogen voorruit, staartvinnen en verchroomde achterlichtblokken. De uteversie nam die laatste twee niet over en behield de achterpartij van de FC. De Panel van-bestelwagen was opnieuw op de Ute gebaseerd.

### EK (1961)
1961 bracht vernieuwingen als de automatische versnellingsbak voor de sedan- en stationwagenversies van de Holden EK-serie. Doch behielden de Ute- en Panel vanversie de oude manuele driebak. De verkopen van de Ute leden er niet onder. Jaarlijks werden er zo'n 150.000 stuks van afgezet.

### EJ (1962)
Voor 1962 werd Holdens gamma compleet hertekend. De resulterende EJ-serie had een lager profiel en was hoekiger geworden. De EJ Ute kwam een half jaar na de sedan en de stationwagen. Deze keer kreeg ook de Ute een automaat mee.

### EH (1963)
Na de EJ volgde in 1963 de zeer succesvolle Holden EH-serie. Deze serie kreeg voor het eerst een nieuwe motor, een 2,5/3 liter zescilinder. De modellen werden daardoor krachtiger en zuiniger. In verhouding werden Holdens ook goedkoper wat nog meer bijdroeg tot het succes.

### HD (1965)
In 1965 verscheen Holdens nieuwe HD-serie. Zes maanden na de sedan verscheen hiervan de Ute. Het volledig hertekende koetswerk was het grootste tot dan toe. Na het succes van de EH werd deze serie slecht ontvangen in Australië en de modellen werden zelfs vervroegd van de markt gehaald.

### HR (1966)
Wel een hit werd de volgende Holden HR-serie die vervroegd werd gelanceerd. De Ute bleef er grotendeels ongewijzigd uitzien. Onderhuids waren er technische verbeteringen en een verhoogd motorvermogen.

### HK (1968)
De Holden Ute uit de HK-serie uit 1968 was langer en breder geworden ten opzichte van zijn voorganger uit de HR-serie. Naast de zescilinder kon ook gekozen worden voor een geïmporteerde 5 liter V8 van Chevrolet. Er kwam ook een lange optielijst. Die verkoopsstrategie was geïnspireerd op die van moederconcern General Motors in de Verenigde Staten.

### HT (1969)
In 1969 volgde een face-lift die in de HT-serie resulteerde. De HT had een nieuw radiatorrooster, gewijzigde achterlichtblokken en een verbeterde wegligging. Onder de motorkap waren vier verschillende V8-motoren te kiezen, waaronder Holdens eigen exemplaar van 4,2 liter.

### HG (1970)
Het jaar daarop volgde een nieuwe face-lift tot de Holden HG-serie. Er waren vijf motoren voorhanden en Holdens eigen automaat met drie versnellingen was optioneel. Vanaf augustus 1971 kreeg de Uteversie krachtiger motoren.

### HQ (1971)
1971 Zag een compleet nieuwe Holden HQ-serie verschijnen. Die kreeg een langere wielbasis, een hogere laadcapaciteit en verbeteringen in het interieur. Begin 1974 werd nog een Sandman-Uteversie geïntroduceerd.

### HJ (1974)
De HJ-serie die in 1974 werd gelanceerd bestond uit vier types Ute: de standaard Ute, de Sandman Ute, de Kingswood Ute en de Kingswood Sandman Ute. De Belmont Ute werd dat jaar geschrapt. De HJ kreeg een volledig nieuwe voorzijde en nam de achterzijde van de HQ volledig over.

### HX (1976)
In Australië werden nieuwe uitstootnormen vastgelegd en dus kregen de modellen uit de Holden HX-serie in 1976 motoren met een lagere uitstoot. De Utes uit deze gefacelifte serie deden het erg goed op de thuismarkt.

### HZ (1977)
In 1977 volgde nog een face-lift. Belangrijk in de HZ-serie was de nieuwe RTS-wielophanging die voor een verbeterde wegligging zorgde.

### WB (1980)
De Holden WB-serie bracht een nieuwe gefacelifte Ute voort. Standaard was nog steeds de 3,3 liter zescilinder en optioneel een nieuwe 4,2 liter V8 die eerder het levenslicht zag in de Holden VB Commodore. Eind 1984 werd de Ute uitgefaseerd.

### VG (1990)
In 1990 debuteerde een totaal nieuwe Ute in de Holden VG-serie. Deze op de Holden VN Commodore gebaseerde Ute was drie jaar in ontwikkeling geweest. Er waren twee versies: de Ute en de Ute S. Na een paar jaar afwezigheid werd de nieuwe Ute in Australië groots ontvangen.

### VP (1992)
De vernieuwde Holden VP-Ute uit 1992 kreeg verbeteringen. Ook de motor werd verbeterd en was nu zachter en stiller dan voorheen. Stuurbekrachtiging werd standaard.

### VR (1993)
In 1993 kreeg de Ute een grondige face-lift waardoor de VR Ute er totaal anders uitzag dan zijn voorganger. Het vermogen van de standaard V6-motor werd verhoogd en er stonden twee V8's op de optielijst. Ook zorgde de herziening van het onderstel voor een betere wegligging.

### VS (1995)
De Ute uit de Holden VS-serie kwam visueel overeen met de VR, maar onderging een grote update onder de motorkap. Het resultaat daarvan was een 13% hoger vermogen bij een 5% lager verbruik. In mei 1998 en maart 1999 werd telkens een gelimiteerde Ute SS van 300 exemplaren voorgesteld.

### VU (2001)
In 2001 verscheen een nieuwe Holden Ute uit de Holden VU-serie. Net als in 1990 was deze Ute compleet nieuw. Hij is gebaseerd op het onderstel van de Holden VX Commodore stationwagen en bestaat in drie versies: de Ute, de Ute S en de Ute SS. In het motorcompartiment zitten standaard een ECOTEC V6 en een 5,7 liter V8 in de Ute SS.

### VZ (2003)
De voorlopig (2007) laatste nieuwe Holden Ute is die uit de Holden VZ-serie uit 2003. Deze kregen een nieuwe generatie ALLOYTEC V6-motoren en V8's met een hoger vermogen, een nieuwe manuele zesversnellingsbak en een verbeterde automaat met vier versnellingen. Deze Ute bestaat in vele versies: de Ute, de Ute S, de Storm Ute (gelimiteerd op 1600 stuks), de Thunder S Ute en de Thunder SS Ute (beide gelimiteerd), de Ute SS en de Ute SSZ (gelimiteerd op 1200 stuks).

### Motoren
Volgende motoren zijn leverbaar in de Holden Ute 2013:
- 3.0 SIDI V6 260 pk
- 3.6 LPG V6 245 pk
- 3.6 SIDI V6 245 pk
- 6.0 V8 350 pk
- 6.0 V8 (met AFM) 370 pk